# Apanás-tó
Az 54,15 km²-es Apanás-tó Nicaragua harmadik legnagyobb tava. Jinotega megye székhelyétől, Jinotegától északra fekszik körülbelül 2 km távolságra. Neve a navatl nyelvből ered.
Ez volt az ország első mesterséges tava, amelyet azért hoztak létre 1964-ben a Tuma, a Jinotega, a Jiguina, és a Mancotal folyók vizének felduzzasztásával, hogy a Centroamérica nevű vízerőművet működtessék. Ez ma Nicaragua áramfogyasztásának 35%-át termeli.
A tavat és környékét jelentős vízi élővilága miatt 2001-ben felvették a Ramsari területek listájára. Számos vándormadár ideiglenes otthona, valamint itt él egy ritka, kihalás szélén álló hódféleség is, amelyet errefelé perro de aguának („vízikutya”) neveznek.
Az utóbbi években jelentősen megnőtt a turistaforgalom a tó környékén, mivel az infrastruktúra is egyre jobb, és az igénybe vehető szolgáltatások köre is egyre bővül. Ma már az úszáson, valamint a gyalogos és a csónakos túrákon kívül lehetőség van lovaglásra is, a környék vendéglőiben pedig a tó halaiból készült ételspecialitásokat szolgálnak fel.